# Barybas clypeata
Barybas clypeata är en skalbaggsart som beskrevs av Moser 1918. Barybas clypeata ingår i släktet Barybas och familjen Melolonthidae. Inga underarter finns listade.